# Смолінський Сергій Михайлович

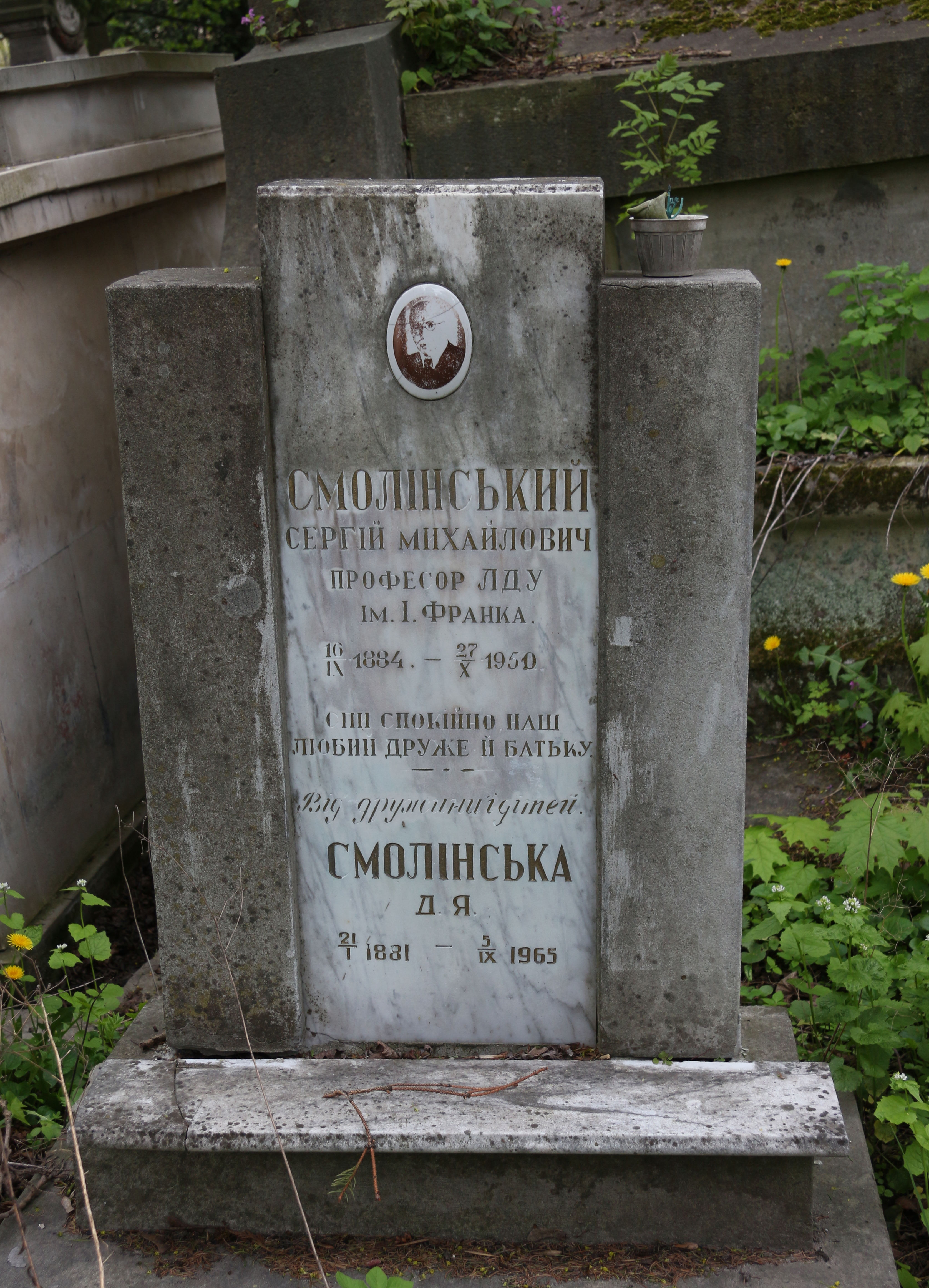

Сергі́й Миха́йлович Смолі́нський (16.09.1884, можливо, село Звенигородка чи Вороновиця, теперішня Черкаська область – 27.10.1950, Львів) – директор Львівського педагогічного інституту, завідувач кафедри педагогіки Львівського державного університету імені Івана Франка, професор.

## Біографія
Походить із роду Смоли, прізвище якого польська влада переписала на свій лад – Смолінський. Батько Михайло Леонтійович був малоземельним селянином.   
Сергій — за підтримки батька — закінчив учительську семінарію, потім учителював у сільській школі. У 1904 році одружився зі своєю колишньою ученицею Устимією Ладович, яка народила доньку Геню (Євгенія Сергіївна Смолинська, вчителька, дружина українського історика, етнографа і фольклориста Тодора Гавриленка, учня Михайла Грушевського), а в 1907 році померла від дифтериту. У період від 1907 до 1913 року одружився з Домнікією Яківною, яка народила дочок Марію і Діну.  
Улітку 1914 року був на Галичині.  
Згодом склав екстерном іспити в університет і здобув вищу освіту.  
Працював народним учителем у Дніпропетровську. Здобув звання професора, у 30-х роках 20-го століття очолював кафедру педагогіки Житомирського інституту соціального виховання імені Івана Франка (нині Житомирський державний університет імені Івана Франка).  
У 1939 році, після більшовицької анексії та приєднання Західної України до УРСР, одержав призначення у Львівський педагогічний інститут (нині - Дрогобицький державний педагогічний університет імені Івана Франка на посаду заступника директора. Жив у будиночку в Стрийському парку.  
У 1941-1942 роках був із родиною (дружина Домнікія Яківна, дочка Діна, внуки Василь, Дія, Віталій, Лесик) в евакуації в Дагестані, працював у районному відділі освіти Касумкента і в педінституті Махачкали.
Узимку 1943 року Сергію Михайловичу дали призначення в Полтавський педагогічний інститут, де він працював до 1944 року. Потім отримав призначення на посаду директора Львівського педагогічного інституту. Жив на вулиці Снопківській, 43, через дорогу від педінституту. Багато часу проводив зі студентами, які його любили й поважали. На території педінституту посадив сад.  
21 грудня 1947 року обраний депутатом Львівської обласної ради ІІ скликання за Червоноармійським округом № 60. 
Приблизно з 1948 року завідував кафедрою педагогіки у Львівському державному університеті імені Івана Франка.  
Мав добрий музикальний слух, грав на скрипці. Його музичні здібності передалися нащадкам — онуку Олександрові (Лесику) Михалевському (синові Діни), внуку Жданові Гавриленку (синові Євгенії), правнуку Максимові Вакуленку (внуку Євгенії), праправнуку Данилові Максимовичу Вакуленку.
Помер 27 жовтня 1950 року після операції. Похований на 1 а полі Личаківського  кладовища у Львові,

## Галерея

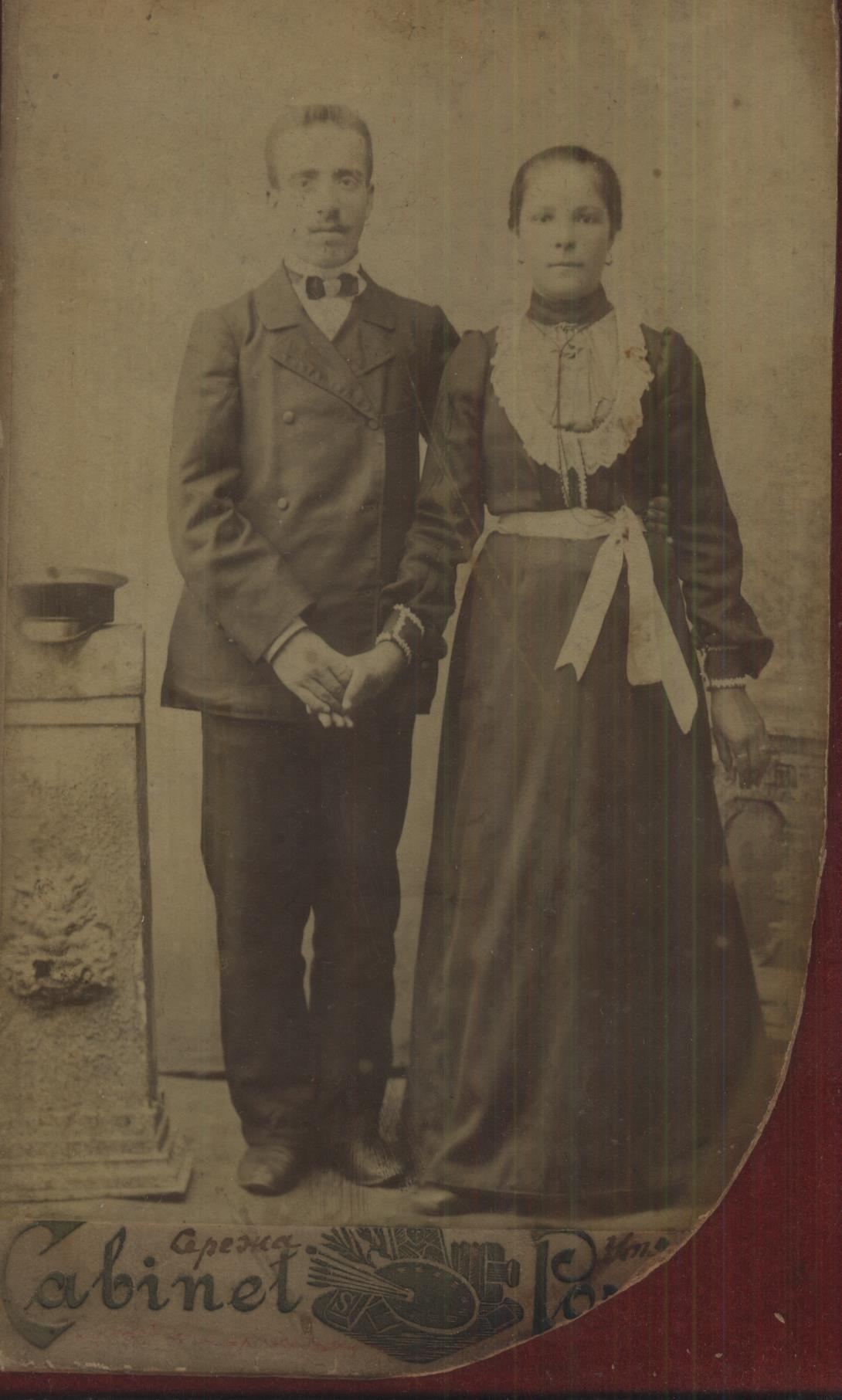
Сергій Смолінський із майбутньою дружиною Устимією Ладович, 1904.
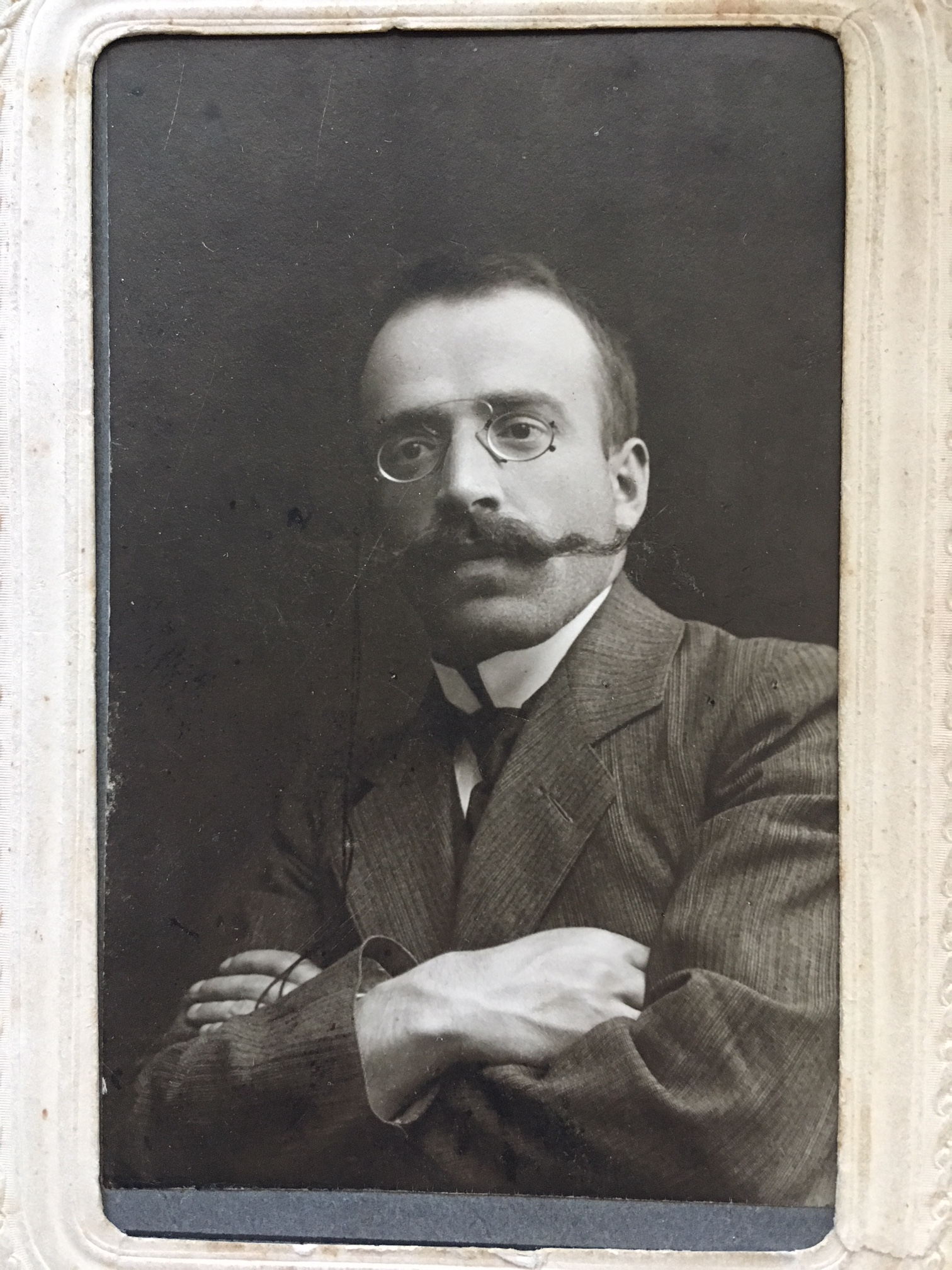
Сергій Михайлович Смолінський, 12 вересня 1924. На звороті напис: Жені, щоб не скучала.
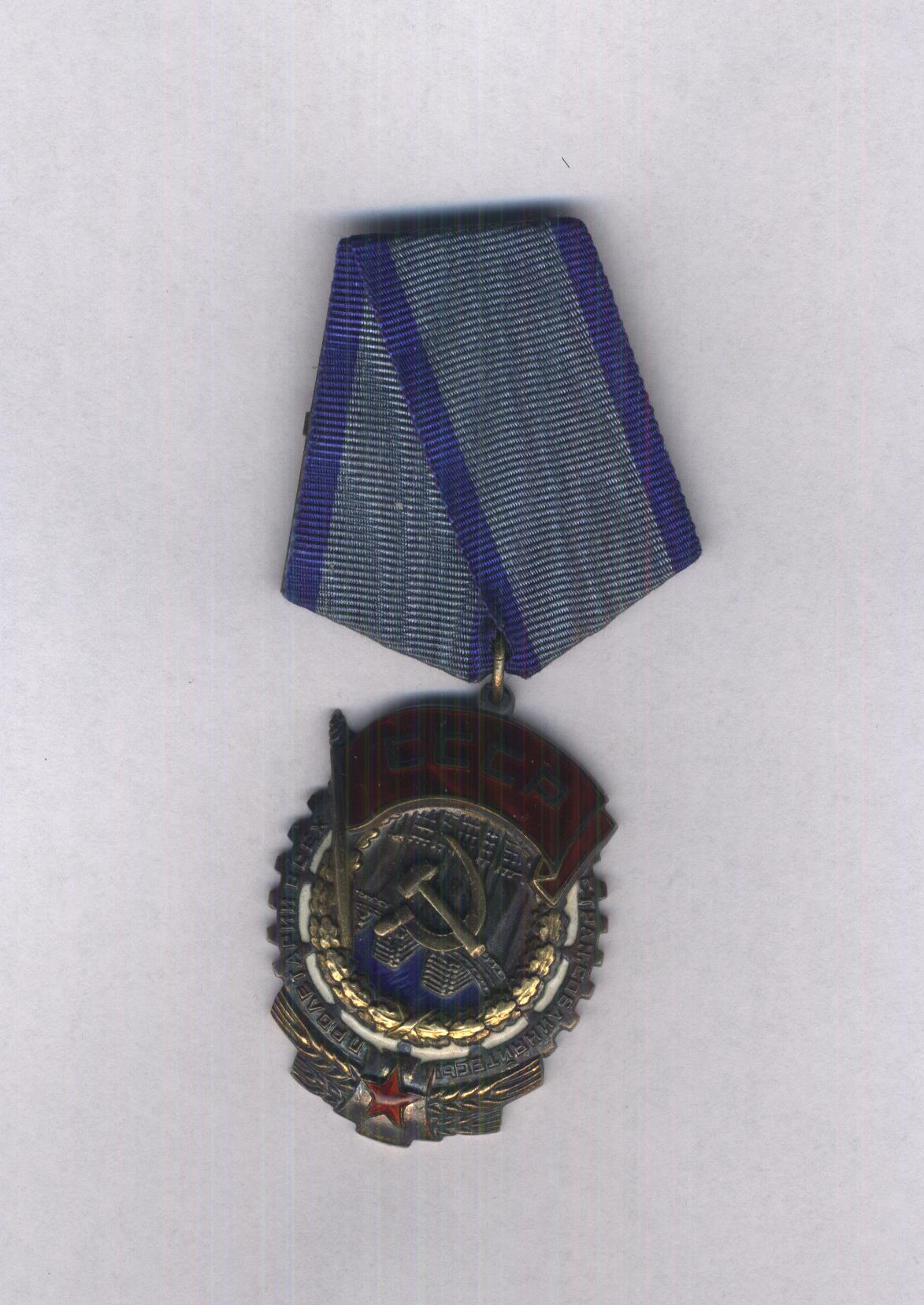
Орден Сергія Михайловича Смолінського